# Scandic Talk Hotel
Scandic Talk Hotel, tidigare Rica Talk Hotel, är ett hotell på Mässvägen 2 vid Stockholmsmässan i Älvsjö i södra Stockholm. Hotellet är mässans kännetecken.

## Historik

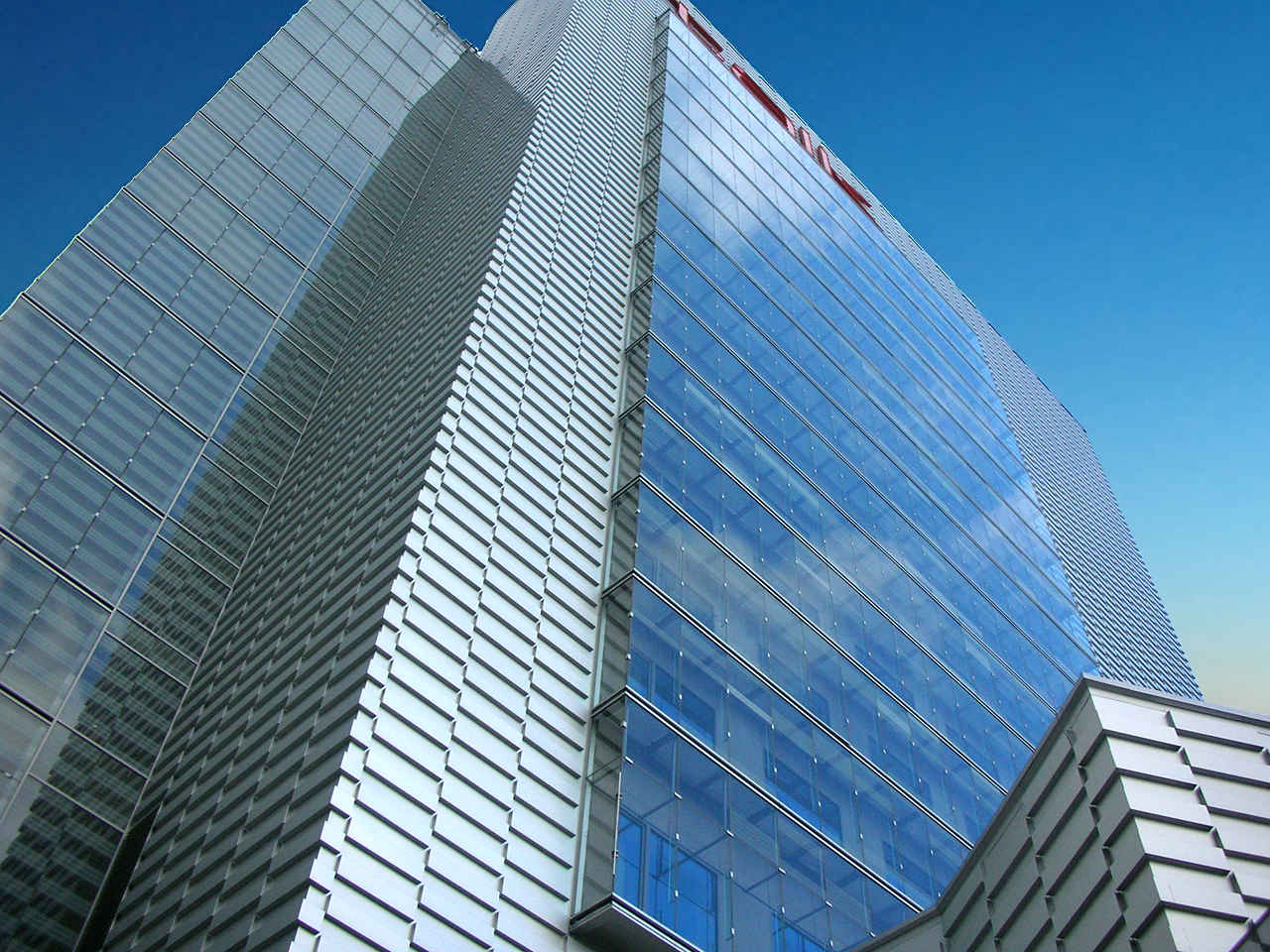
Scandic Talk Hotel, 2008.

Scandic Talk Hotel öppnade den 23 maj 2006 och invigdes under hösten samma år. Arkitekt är Alessandro Ripellino / Rosenbergs Arkitekter. Marge arkitekter har ritat inredningen och ELU konsult var konstruktör. Byggnaden har 19 våningar och är 72 meter hög. 
Tornbyggnaden som reser sig ur den nyare utställningshallen består av två parallella, inbördes förskjutna volymer. Den ena är något lägre och har dubbla glasfasader med screentryckta mönster medan den högre har en fasadbeklädnad av aluminiumkassetter med kraftig reliefverkan. Entréområdet är gemensam med Stockholmsmässans huvudentré. Här anordnades en stor spegeldamm med vattenkonst.
Sammanlagt rymmer huset 248 rum och sviter. Huset är Sveriges trettonde högsta höghus och Sveriges tredje högsta hotellbyggnad, efter Victoria Tower i Kista och Gothia West Tower i Göteborg. Hotellet inrymmer bar, restaurang och konferensavdelning på de tre nedre planen samt ett penthouse högst upp i huset.  Under 2009 gjordes en nylansering av hotellet, då som ”Sveriges bästa barnhotell”.
Den 17 juni 2014 bytte hotellet namn till Scandic Talk Hotel sedan hotellkedjan Scandic köpt upp det norska Rica Hotels.